# ناتاليا زابياكو
ناتاليا أليكساندروفنا زابياكو (بالروسية: Наталья Александровна Забияко)‏ هي متزلجة تنافسية سابقة روسية إستونية. ولدت في 15 أغسطس 1994 بعاصمة تالين في إستونيا.

## روابط خارجية
- ناتاليا زابياكو على موقع الاتحاد الدولي للتزلج (الإنجليزية)
- ناتاليا زابياكو على موقع الاتحاد الدولي للتزلج (الإنجليزية)
- ناتاليا زابياكو على موقع الاتحاد الدولي للتزلج (الإنجليزية)
- ناتاليا زابياكو على موقع الاتحاد الدولي للتزلج (الإنجليزية)
- ناتاليا زابياكو على موقع الاتحاد الدولي للتزلج (الإنجليزية)
- ناتاليا زابياكو على موقع أوليمبيديا (الإنجليزية)